# Menu à l'écran
Un menu à l'écran, parfois aussi appelé « affichage à l'écran », « sur-affichage » ou encore « OSD » (de l'anglais « on-screen display »), est une interface utilisateur qui apparaît en surimposition d'une image vidéo. Elle peut être affichée sur un téléviseur, un écran d'ordinateur, un écran transparent placé devant le pilote d'un avion de chasse, ou encore sur différents types de drones. Dans le cas d'un menu sur téléviseur, il permet d'effectuer des réglages de cet écran ou bien d'un autre appareil qui lui est relié (lecteur Blu-ray, magnétoscope, console de jeux vidéo, démodulateur, etc.). Dans le cas du pilotage, cela permet d'avoir les informations essentielles au pilotage (vitesse, altitude, inclinaison, etc.), sans quitter les yeux de la direction que prend le véhicule ou l'aéronef.

Menu à l'écran d'un téléviseur, qui affiche le réglage du volume et le canal syntonisé, au-dessus d'une mire de barres verticales.
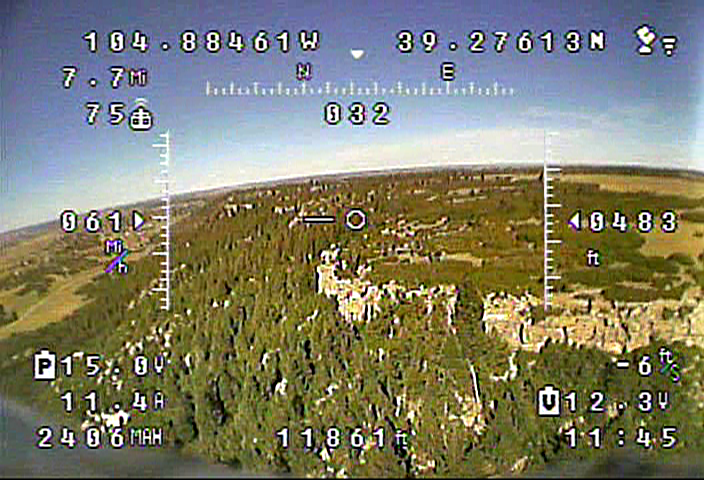
OSD affiché sur les lunettes, lors d'un pilotage en immersion d'un drone quadrirotor.